# Огилви (река)
Огилви — река на северо-западе Канады в Юконе. Стекает с одноимённых гор и при слиянии с рекой Блэкстон образует реку Пил. Расчёт длины реки Пил обычно производится вместе с рекой Огилви. Река получила своё название в честь канадского геодезиста и первопроходца Уильяма Огилви.
Трасса Демпстер пересекает реку.